# Даниил (Леписк)
Епи́скоп Дании́л (эст. Piiskop Daniel в миру Ма́рго Ле́писк, эст. Margo Lepisk; род. 23 июля 1971, Кохтла-Ярве) — епископ Эстонской православной церкви Московского патриархата, епископ Тартуский (с 2024), викарий Таллинской епархии.

## Биография

### Образование и начало церковного служения
Родился 23 июля 1971 года в Кохтла-Ярве. В 1989 году окончил Кохтла-Ярвескую первую среднюю школу. С 1989 по 1993 год обучался на физико-математическом факультете Тартуского университета, по окончании получил диплом физика.
Крестился в 1991 году в Пюхтицком монастыре с именем Даниил. 
С 1993 по 1996 год обучался в Московской духовной семинарии. По окончании семинарии поступил в Московскую духовную академию, которую окончил в 2000 году со степенью кандидата богословия, защитив кандидатскую диссертацию по кафедре Священного Писания Нового Завета на тему «Новозаветная экзегеза в трудах святителя Филарета (Дроздова), митрополита Московского».
10 декабря 2000 году митрополитом Таллинским и всея Эстонии Корнилием (Якобсом) хиротонисан во диакона целибатом и назначен в штат Нарвского Воскресенского собора.
20 мая 2001 года митрополитом Таллинским и всея Эстонии Корнилием (Якобсом) хиротонисан во пресвитера и назначен настоятелем Александро-Невского храма города Хаапсалу.
В 2015 года избран членом Синода ЭПЦ МП, переизбран в 2022 году.
С 20 июня 2017 года и до 21 января 2021 года исполнял обязанности секретаря митрополита Таллинского и всея Эстонии. 16 августа 2018 года распоряжением митрополита Таллинского и всея Эстонии Евгения был назначен членом Епархиального Совета Таллинской епархии ЭПЦ МП.
21 января 2021 года назначен настоятелем храма великомученика Георгия в Тарту, продолжая временно исполнять обязанности настоятеля Александро-Невского храма в Хаапсалу. В связи с переводом на новое место служения был освобождён от должностей секретаря Митрополита Таллинского и всея Эстонии, пресс-секретаря Таллинской епархии ЭПЦ МП и члена Епархиального совета Таллинской епархии ЭПЦ МП.
1 февраля 2022 года освобождён от должности настоятеля Александро-Невского храма города Хаапсалу, продолжая своё служение в должности настоятеля храма великомученика Георгия города Тарту.

### Архиерейство
29 января 2024 года решением Синода Эстонской православной церкви избран епископом Тартуским, викарием Таллинской епархии.
2 февраля 2024 года в Таллинском Александро-Невском кафедральном соборе митрополитом Таллинским и всея Эстонии Евгением пострижен в монашество с именем Даниил в честь преподобного Даниила Столпника.
3 февраля 2024 года Священный синод Русской православной церкви в дистанционном формате утвердил избрание протоиерея Даниила Леписка во епископа Тартуского, викария Таллинской епархии по пострижении его в монашество и возведении в сан архимандрита. В тот же день возведён в сан архимандрита. В тот же день в Александро-Невском соборе состоялось наречение во епископа Тартуского, викария Таллинской епархии.
4 февраля 2024 года в Александро-Невском кафедральном соборе города Таллина рукоположён во епископа Тартуского, викария Таллинской епархии. Хиротонию совершили: митрополит Таллинский и всея Эстонии Евгений (Решетников), митрополит Виленский и Литовский Иннокентий (Васильев), епископ Нарвский и Причудский Лазарь (Гуркин), епископ Маардуский Сергий (Телих), епископ Тракайский Амвросий (Федукович). Хиротония была совершена в ходе последнего богослужения в Эстонии митрополита Евгения, в преддверии его вынужденного отбытия из страны «в силу того решения, которое принято властями» (слова́ митрополита Евгения по совершении богослужения).